# St. Nikolaus, neu (Herschfeld)

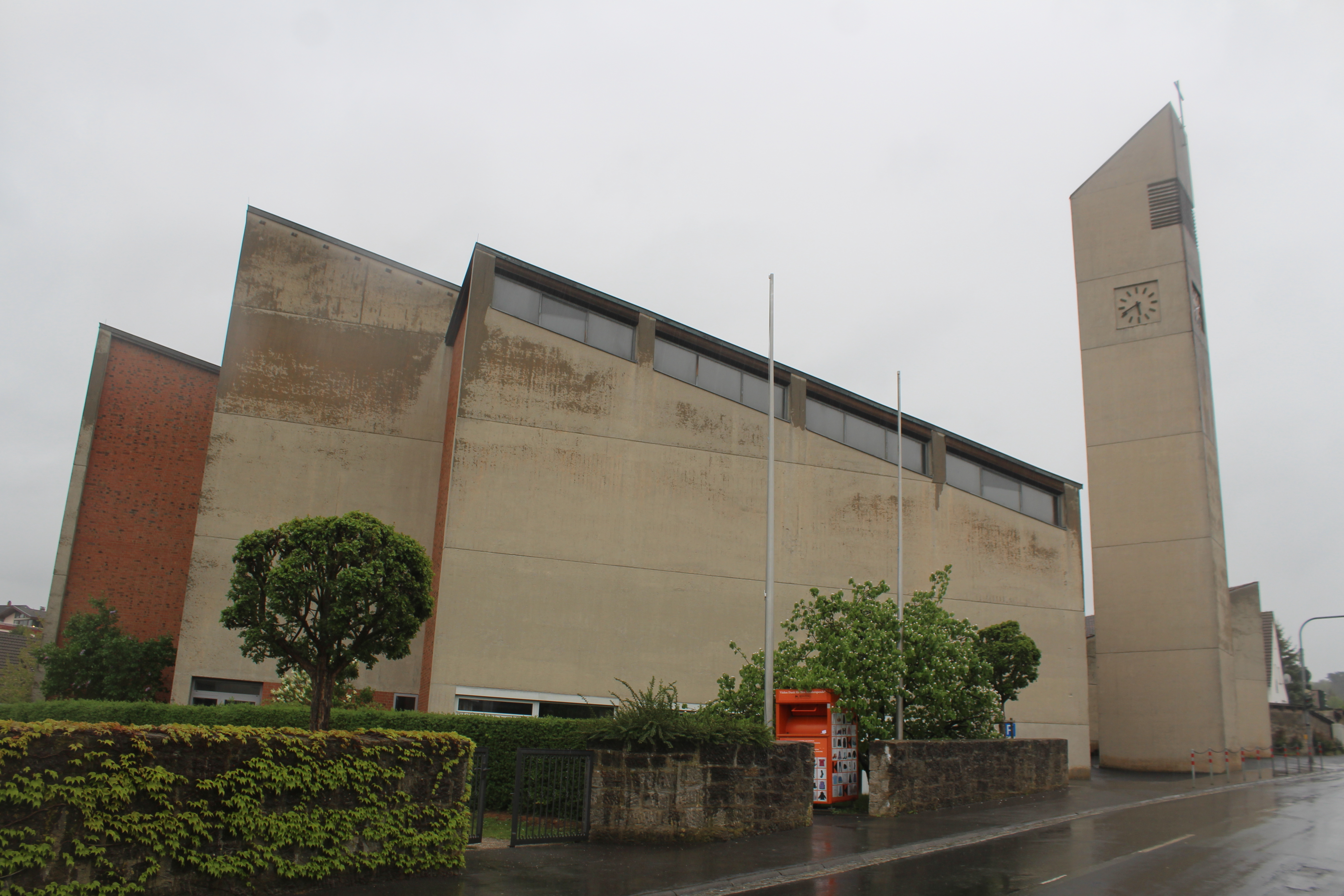
St. Nikolaus in Herschfeld

Die römisch-katholische Kirche St. Nikolaus (neu) ist ein Kirchenbau in Herschfeld, einem Stadtteil der Kreisstadt Bad Neustadt an der Saale des unterfränkischen Landkreises Rhön-Grabfeld. Neben der alten St. Nikolaus-Kirche ist sie die zweite Nikolauskirche des Ortes, die dem hl. Nikolaus von Myra geweiht ist. Die Kirche gehört zur Pfarrei St. Nikolaus in der Pfarreiengemeinschaft St. Martin Brend (Brendlorenzen) im Dekanat Bad Neustadt des Bistums Würzburg.

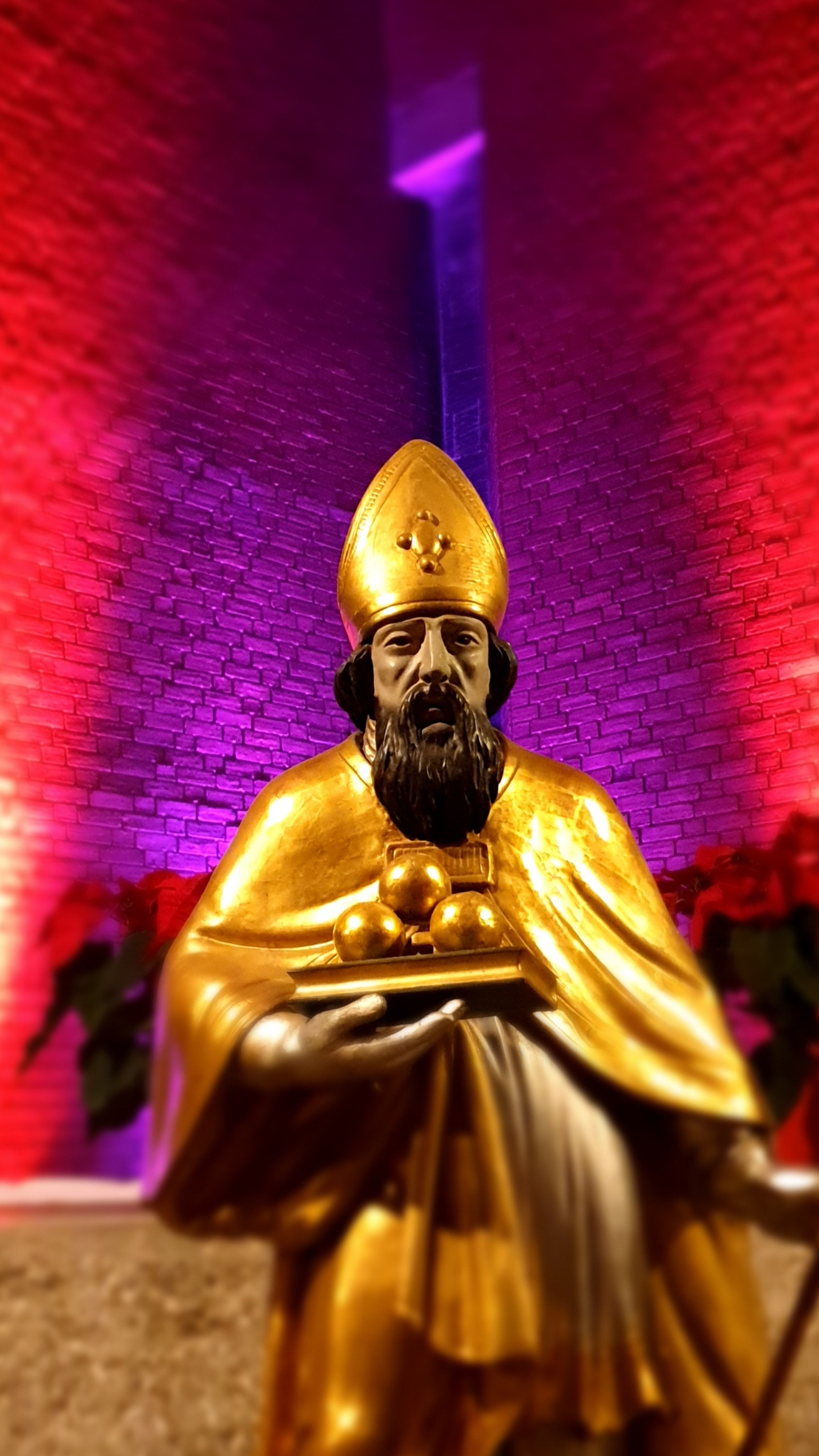
Der Kirchenpatron vor dem ausgeleuchteten Altarraum

## Architektur
Das rasche Wachstum von Herschfeld machte einen Kirchenneubau erforderlich, der am 6. Dezember 1969 eingeweiht wurde. Neben dem Haupteingang erinnert das Betongussrelief eines Schiffes, das die Kirche auf den Wogen dieser Welt symbolisieren soll, an die Konsekration.
Der freistehende schlanke Kirchturm verfügt über ein steil abfallendes Pultdach und beherbergt eine im Untergeschoss eingelassene Kapelle.
Die drei ineinander geschobenen Quadrate im Grundriss der Kirche, von oben betrachtet, sollen an die Offenbarung der Dreifaltigkeit (Gott, Sohn, Heiliger Geist) erinnern.
Außer dem Fenster im Altarraum liegen alle Fenster hoch und lassen wenig Licht rein. Sie sollen auf diese Weise von der Außenwelt abschirmen und dadurch zur meditativen Stille aufmuntern.

## Ausstattung
Die Kirchenbänke sind fächerartig um den Altarraum angeordnet. Sie sind von Bildhauer Max Walter aus Vasbühl künstlerisch gestaltet. Ihr Material ist – typisch für ihn – sparsam auf blockhafte Behandlung reduziert. Der Altarstein aus Muschelkalk beherrscht den Altarraum und ist lediglich mit einem flachen Bronzeleuchter geschmückt. Das Chorkreuz besteht aus Aluminium-Guss und die Figur des Weltenherrschers aus strahlender Bronze. Beide verbinden Altar und Ambo. Das Allerheiligste befindet sich in einem vergoldeten und mit Edelstein verzierten Schrein. Dem Altar gegenüber befindet sich der Taufstein als lebendiger Brunnen.
Die 14 Stationen des Kreuzweges sind im Zink-Guss gestaltet.
Die drei Skulpturen des hl. Josef, des hl. Nikolaus als Kirchenpatron und der Madonna stammen aus der alten Kirche.